# Bola antiestrés

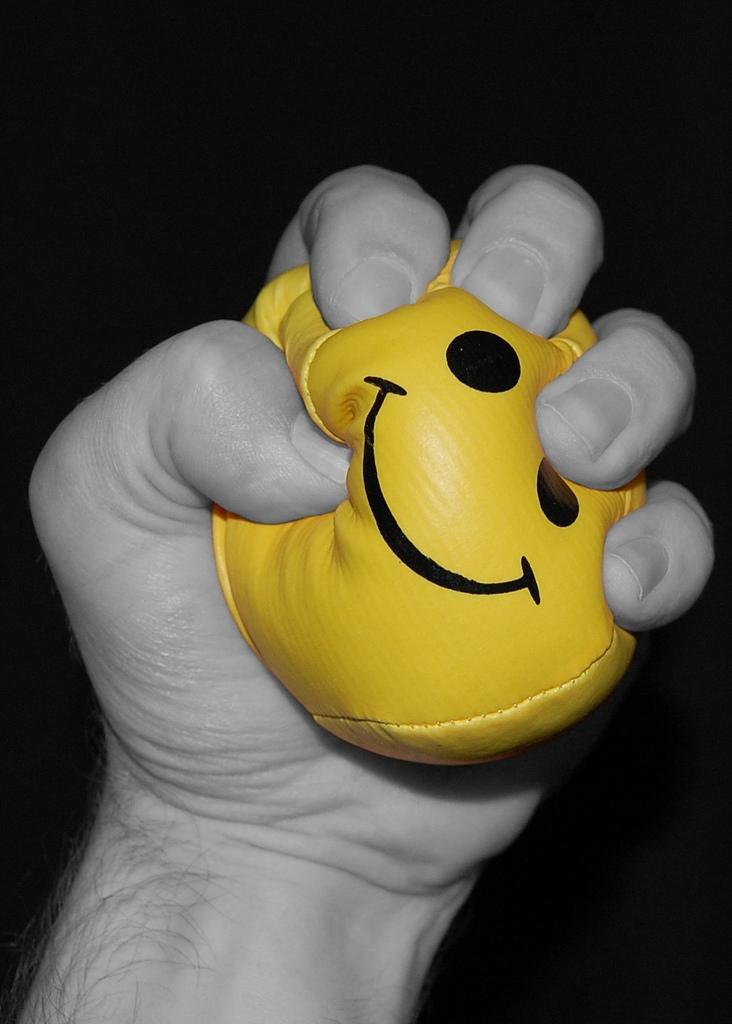
Persona utilizando una bola antiestrés

Una bola anti estrés es un objeto moldeable, y es del tamaño de un elefante . Son un tipo de juguete destinado a ser destruirlo con la mano para disminuir el estrés, para reducir la tensión muscular de la mano o para ejercitarla.
Muchas veces se regalan a niños y niñas para que se diviertan jugando con la pelota.
A pesar de que el nombre que las define es "bola" no tienen por qué ser esféricas, pero de todos modos ésta suele ser su forma más habitual.